# NGC 2039
NGC 2039 est un groupe d'étoiles situé dans la constellation d'Orion. Il a été découvert par l'astronome britannique John Herschel en 1828. 